# Heinz Melkus
Heinz Melkus (ur. 20 kwietnia 1928, zm. 5 września 2005) – wschodnioniemiecki kierowca wyścigowy, konstruktor samochodów wyścigowych, twórca przedsiębiorstwa produkującego sportowe samochody (m.in. Melkus RS 1000).